# Cébazat
Cébazat (okzitanisch: Cebasac) ist eine französische Gemeinde mit 8949 Einwohnern (Stand: 1. Januar 2022) im Département Puy-de-Dôme in der Region Auvergne-Rhône-Alpes. Sie gehört zum Arrondissement Clermont-Ferrand und zum Kanton Cébazat. Die Einwohner heißen Cébazaire.

## Geographie
Cébazat liegt am Bedat.
Umgeben wird Cébazat von den Nachbargemeinden Châteaugay im Norden, Ménétrol im Nordosten, Gerzat im Osten, Clermont-Ferrand im Süden, Blanzat im Westen und Châteaugay im Nordwesten.

## Bevölkerungsentwicklung
| Jahr                       | 1962 | 1968 | 1975 | 1982 | 1990 | 1999 | 2006 | 2017 |
| Einwohner                  | 2830 | 3837 | 5605 | 6617 | 7562 | 7800 | 7790 | 8604 |
| Quellen: Cassini und INSEE |      |      |      |      |      |      |      |      |

## Gemeindepartnerschaft
Mit der deutschen Gemeinde Gerstetten, Baden-Württemberg, besteht seit 1992 eine Partnerschaft.

## Sehenswürdigkeiten
- Rathaus

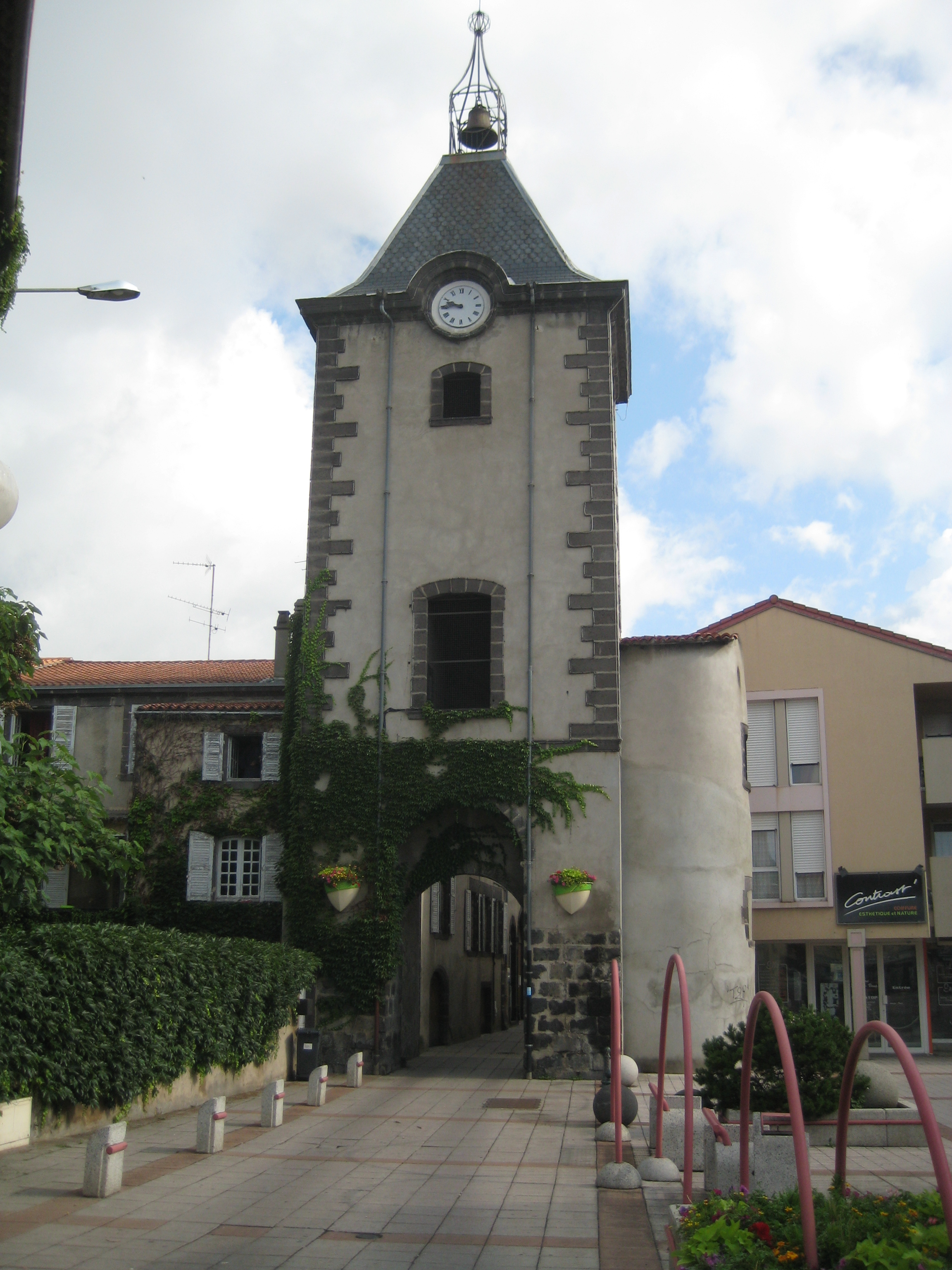
Uhrenturm

- Uhrenturm aus dem 15. Jahrhundert, 1754 rekonstruiert
- Kirche
- Totenlaterne
- Schloss
- Park Pierre Montgroux
- Sémaphore

## Wirtschaft
Im Nordosten befindet sich ein großes Industriegebiet mit einer Ansiedlung des Michelinkonzerns.